# 75 mm/50 Model 1922/1924/1927
75 mm/50 Model 1922/1924/1927 са семейство корабни зенитни оръдия с калибър 75 mm разработено и произвеждано във Франция от фирмата Schneider. Състои на въоръжение във ВМС на Франция. Предназначено е за въоръжение на кораби от всички класове. Негови носители във френския флот са линкорите от типа „Бретан“, самолетоносача „Беарн“, тежките крайцери от типа „Дюкен“, а също и тежкия крайцер „Сюфрен“. Освен това, с тези оръдия се въоръжават леките крайцери от типа „Дюге Труен“, учебният крайцер „Жана д’Арк“, контраминоносците от типа „Ягуар“, разрушителите от типа „Бураск“ и „Л’Адруа“. Самото оръдие в различните си модификации остава неизменно, различията касаят само конструкцията на установките. Оръдието бързо остарява, за това впоследствие е замененено с оръдието 90 mm/50 Model 1926.
През 1928 г. 14 оръдия са закупени от Полша за бреговата отбрана.

## Конструкция
Орудие 75 mm/50 Model 1922/1924/1927 представлява 75 mm оръдие образец 1902 г., разработено от фирмата „Шнайдер“, но с увеличена до 50 калибра дължина на ствола.